# 2016-os cannes-i fesztivál
A 69. cannes-i fesztivált 2016. május 11. és 22. között rendezték meg a Cannes-i Kongresszusi és Fesztiválpalotában. A rendezvény szervezői 2016. február 2-án jelentették be, hogy a versenyprogram zsűrielnöke, egyben a fesztivál elnöke George Miller ausztrál filmrendező, a Mad Max filmek alkotója lesz, aki már volt zsűritag 1988-ban és 1999-ben, Ettore Scola, illetve David Cronenberg elnöklete alatt. A megnyitó és záróesemények ceremóniamesterének Laurent Lafitte francia színészt, humoristát választották.
A fesztivál nyitófilmjének Woody Allen legújabb alkotását, a hivatalos válogatásban versenyen kívül vetített Café Society című romantikus vígjátékát választották, Blake Lively, Jesse Eisenberg és Kristen Stewart főszereplésével.
A versenyprogram előválogatására 2015. november 1-jétől lehetett alkotásokat jelölni, nagyjátékfilmek esetében 2016. március 11-ig, rövidfilmekkel március 4-ig, míg a Cinéfondation rövidfilmjeivel február 25-ig pályázhattak. A hivatalos válogatásba bejutott alkotások listáját 2016. április 15-én hozták nyilvánosságra.

## A 2016-os fesztivál
William Friedkin amerikai filmrendező, a Cannes-i Klasszikusok program díszvendégeként adott filmleckét és tartott előadást szakmai múltjáról az érdeklődőknek. E program keretében ez évben levetített, felújított kópiák többségét a cannes-i bemutató után ismét műsorra tűzték a párizsi Les Fauvettes filmszínházban, a lyoni Lumière Intézetben, valamint a bolognai „Il Cinema Ritrovato”, vagyis „Az újra felfedezett mozi” fesztiválon.
A 2016-os fesztivál jó alkalmad adott arra, hogy megünnepeljék a FIPRESCI újraalapításának 70. évfordulóját. Ebből az alkalomból levetítették az 1946-ban készült Farrebique, a négy évszak (Farrebique ou Les quatre saisons) című francia fikciós dokumentumfilmet, amely az 1946-os cannes-i filmfesztiválon nem jutott a versenyfilmek közé, ennek ellenére a filmkritikusok díjazták eredetiségét, képi világát.
Egy filmkritikus értékelése szerint a 2016-os cannes-i fesztivál olyan volt, mint egy hullámvasút: papíron nagyon is konzervatív válogatás, ami végül is változatosnak és izgalmasnak bizonyult, a végén egy dohos, divatjamúlt díjkiosztással. „Vak zsűri által elrontott szép verseny” – kommentálta a díjazottak listáját az eredményhirdetés hevében a francia és a nemzetközi filmes diskurzus meghatározó folyóirata, a Cahiers du Cinéma. Mind a fesztivál közönsége, mind a francia és nemzetközi kritikusok által egyaránt „kiátkozott” díjkiosztót a négy évvel korábbi, az olasz Nanni Moretti elnökségével tevékenykedett zsűri ellentmondásos tevékenységéhez hasonlították. Cristian Mungiu Érettségi és Aszhar Farhadi Az ügyfél című alkotásai kivételével az összes favoritnak tekintett film kimaradt a díjesőből. Különösen hiányolták a közönség kedvencének, a filmvásár egyik sikerfilmjének számító német-osztrák vígjáték, a Toni Erdmann, valamint a Loving és az Elle „kifelejtését”. Tömeges csalódást váltott ki, hogy olyan gyengére sikeredett, bemutatójukon megpfujolt vagy kifütyült alkotások kaptak elismerést, mint a kanadai Xavier Dolan – ugyan sztárokkal teletűzdelt – Ez csak a világ vége című drámája, vagy a Ma' Rosa, az American Honey és A stylist. A díjkiosztó végül is jelezte: folytatódott az a cannes-i hagyomány, mely kiemelten kezeli a komoly társadalmi témákat. Erre kiváló példa, hogy az Arany Pálmát Ken Loach szociálisan érzékeny, torokszorító története, az Én, Daniel Blake nyerte; ezzel a brit filmes is belépett a két Arany Pálmás rendezők klubjába (2006-ban a Felkavar a szél című filmjével nyert).
A fesztivál vezetőségének döntése alapján a záróeseményen Jean-Pierre Léaud francia színész vehette át a Tiszteletbeli Arany Pálmát, aki egyébként Albert Serra spanyol rendező versenyen kívül vetített La mort de Louis XIV című filmdrámájában a „Napkirály” szerepét játszotta.
A filmes seregszemlének több magyar vonatkozása is volt: 
- A hivatalos válogatás versenyprogramjának zsűrijébe meghívták Nemes Jeles Lászlót, a 2015-ös cannes-i nagydíjas, illetve Oscar-díjas Saul fia rendezőjét.
- A Cinéfondation rövidfilmjeinek versenyébe beválogatták a Moholy-Nagy Művészeti Egyetem hallgatója, Andrasev Nadja A nyalintás nesze című, 9 perces animációs filmjét, amely holtversenyben III. helyezést ért el.
- A Cannes-i Klasszikusok elnevezésű szekcióban bemutatták Makk Károly Szerelem című alkotásának az eredeti 35 mm-es negatívjáról szkennelt, retusált, majd 4K sztenderddel digitalizált változatát.[10] Az alkotás bemutatóján részt vesz a rendező.[11][12]
- Versenyen kívül mutatták be Pierre Filmon francia rendező 78 perces dokumentumfilmjét, mellyel a közelmúltban elhunyt magyar-amerikai operatőrről, Zsigmond Vilmosról emlékeztek meg, bemutatva életútját Budapest utcáitól Hollywoodig, neves kollégákat és olyan művészeket megszólaltatva, mint John Travolta, vagy Nancy Allen.[13][14]
- A Kritikusok Hete párhuzamos rendezvényen mutatkozott be Tóth Luca, Superbia című animációs rövidfilmjével.
- Meg kell említeni, hogy Michael Dudok de Wit Un Certain Regard különdíjas animációs nagyjátékfilmje, A vörös teknős, részben Magyarországon készült. A film 80 percéből mintegy 52 percnyi munkát, beleértve a teljes film rajzi anyagának kifestését is, a kecskeméti rajzfilmstúdióban végezték.[15]

## Zsűri

### Versenyprogram
- George Miller filmrendező –  Ausztrália – a zsűri elnöke
- Arnaud Desplechin filmrendező, forgatókönyvíró –  Franciaország
- Kirsten Dunst színésznő –  Amerikai Egyesült Államok
- Valeria Golino színésznő filmrendező, forgatókönyvíró, filmproducernő –  Olaszország
- Mads Mikkelsen színész –  Dánia
- Nemes Jeles László filmrendező, forgatókönyvíró –  Magyarország
- Vanessa Paradis színésznő, előadóművész –  Franciaország
- Katayoon Shahabi filmproducernő –  Irán
- Donald Sutherland színész –  Kanada

### Cinéfondation és rövidfilmek
- Kavasze Naomi filmrendező –  Japán – a zsűri elnöke
- Marie-Josée Crozé színésznő –  Kanada /  Franciaország
- Jean-Marie Larrieu filmrendező, forgatókönyvíró –  Franciaország
- Santiago Loza filmrendező, író, színműíró –  Argentína
- Radu Muntean filmrendező, forgatókönyvíró –  Románia

### Un Certain Regard
- Marthe Keller színésznő –  Svájc – a zsűri elnöke
- Diego Luna színész, filmrendező, filmproducer –  Mexikó
- Ruben Östlund filmrendező –  Svédország
- Céline Sallette színésznő –  Franciaország

### Arany Kamera
- Catherine Corsini filmrendező –  Franciaország
- Jean-Christophe Berjon filmkritikus –  Franciaország
- Jean-Marie Dreujou operatőr –  Franciaország
- Isabelle Frilley, a FICAM[16] elnöke –  Franciaország
- Alekszandr Rodnyanszkij filmproducer –  Oroszország

## Hivatalos válogatás

### Nagyjátékfilmek versenye
- Ah-ga-ssi[17] (A szobalány)  – rendező: Pak Cshanuk (박찬욱, Park Chan-wook)
- American Honey – rendező: Andrea Arnold
- Aquarius – rendező: Kleber Mendonça Filho
- Bacalaureat (Érettségi) – rendező: Cristian Mungiu
- Elle – rendező: Paul Verhoeven
- Forushande[18] (Az ügyfél) – rendező: Aszhar Farhadi
- I, Daniel Blake (Én, Daniel Blake) – rendező: Ken Loach
- Julieta – rendező: Pedro Almodóvar
- Juste la fin du monde (Ez csak a világ vége) – rendező: Xavier Dolan
- La fille inconnue (Az ismeretlen lány) – rendező: Jean-Pierre és Luc Dardenne
- Loving – rendező: Jeff Nichols
- Ma loute (A sors kegyeltjei... meg a többiek) – rendező: Bruno Dumont
- Ma' Rosa – rendező: Brillante Mendoza
- Mal de pierres – rendező: Nicole Garcia
- The Neon Demon (Neon démon) – rendező: Nicolas Winding Refn
- Paterson – rendező: Jim Jarmusch
- Personal Shopper (A stylist) – rendező: Olivier Assayas
- Rester vertical (Állva maradni) – rendező: Alain Guiraudie
- Sieranevada – rendező: Cristi Puiu
- The Last Face (Az utolsó próba) – rendező: Sean Penn
- Toni Erdmann – rendező: Maren Ade

### Nagyjátékfilmek versenyen kívül
- The Bfg (A barátságos óriás) – rendező: Steven Spielberg
- Café Society – rendező: Woody Allen
- Hands of Stone (A kőkezű) – rendező: Jonathan Jakubowicz
- Kogszung (Goksung) – rendező: Na Hongdzsin (나홍진, Na Hong-jin)
- Money Monster (Pénzes cápa) – rendező: Jodie Foster
- The Nice Guys (Rendes fickók) – rendező: Shane Black

#### Cannes-i klasszikusok

##### Restaurált kópiák
- Adieu Bonaparte (Agyő, Bonaparte!) – rendező: Youssef Chahine
- Dekalog V (Tízparancsolat – „Ne ölj!”)[19] – rendező: Krzysztof Kieślowski
- Dekalog VI (Tízparancsolat – „Ne paráználkodj!”)[20] – rendező: Krzysztof Kieślowski
- Die letzte Chance (Utolsó pillanat) – rendező: Leopold Lindtberg
- Dolina miru – rendező: France Stiglić
- Dragées au poivre – rendező: Jacques Baratier
- Faits divers – rendező: Raymond Depardon
- Farrebique ou Les quatre saisons – rendező: Georges Rouquier
- Gueule d’amour (A nők bálványa) – rendező: Jean Grémillon
- Hospital – rendező: Frederick Wiseman
- Howards End (Szellem a házban) – rendező: James Ivory
- Ikarie XB 1 – rendező: Jindřich Polák
- Indochine (Indokína) – rendező: Régis Wargnier
- Jago hua savera – rendező: Akhtar J. Kardar
- Masculin féminin (Hímnem-nőnem) – rendező: Jean-Luc Godard
- Memorias del subdesarrollo (Az elmaradottság emlékei) – rendező: Tomás Gutiérrez Alea
- Momotaró, umi no sinpei – rendező: Szeo Micujo
- One-Eyed Jacks (A félszemű Jack) – rendező: Marlon Brando
- Pit and the Pendulum (A kút és az inga) – rendező: Roger Corman
- Rendez-vous de juillet – rendező: Jacques Becker
- Santi-Vina – rendező: Thavi Na Bangchang
- Szerelem – rendező: Makk Károly
- Signore & signori (Hölgyek és urak) – rendező: Pietro Germi
- Solyaris / Солярис (Solaris) – rendező: Andrej Arszenyjevics Tarkovszkij
- Ugecu monogatari (Ugetsu története) – rendező: Mizogucsi Kendzsi
- Un homme et une femme (Egy férfi és egy nő) – rendező: Claude Lelouch
- Valmont – rendező: Miloš Forman

##### Strandmozi
- Sorcerer (A félelem ára) – rendező: William Friedkin

##### A filmművészettel kapcsolatos rövid- és dokumentumfilmek
- Bernadette Lafont et Dieu créa la femme libre – rendező: Esther Hoffenberg
- Bright Lights: Starring Carrie Fisher and Debbie Reynolds – rendező: Alexis Bloom és Fisher Stevens
- Cinema Novo – rendező: Eryk Rocha
- Close encounters with Vilmos Zsigmond (Harmadik típusú találkozások Zsigmond Vilmossal) – rendező: Pierre Filmon
- Et la femme créa Hollywood – rendező: Clara et Julia Kuperberg
- Gentleman Rissient – rendező: Benoît Jacquot, Pascal Mérigeau és Guy Seligmann
- Midnight Return: The Story of Billy Hayes and Turkey – rendező: Sally Sussman
- The Cinema Travelers – rendező: Shirley Abraham és Amit Madheshiya
- The Family Whistle – rendező: Michele Russo
- Voyage à travers le cinéma français – rendező: Bertrand Tavernier

#### Éjszakai előadások
- Blood Father (Az utolsó emberig) – rendező: Jean-François Richet
- Puszanheng (Bu-San-Haeng) – rendező: Jon Szangho (연상호, Yeon Sang-ho)
- Gimme Danger – rendező: Jim Jarmusch

#### Különleges előadások
- Chouf – rendező: Karim Dridi
- Exil – rendező: Rithy Panh
- Hissène Habré, une tragédie tchadienne – rendező: Mahamat-Saleh Haroun
- La fôret de Quinconces – rendező: Grégoire Leprince-Ringuet
- La mort de Louis XIV – rendező: Albert Serra
- Le cancre – rendező: Paul Vecchiali
- L'ultima spiaggia – rendező: Thanos Anastopoulos, Davide del Degan
- Peshmerga – rendező: Bernard-Henri Lévy
- Terrore nello spazio – rendező: Mario Bava
- Tiempo de morir – rendező: Arturo Ripstein
- Wrong Elements – rendező: Jonathan Littell

### Un Certain Regard
- Apprentice (A tanítvány) – rendező: Boo Junfeng
- Câini (Kutyák) – rendező: Bogdan Mirică
- Captain Fantastic – rendező: Matt Ross
- Eshtebak (Káosz) – rendező: Mohamed Diab
- Fucsi ni tacu (Harmonium) – rendező: Fukada Kódzsi
- Hell or High Water – rendező: David Mackenzie
- Hymyilevä mies[21] (Olli Mäki legboldogabb napja) – rendező: Juho Kuosmanen
- La danseuse – rendező: Stéphanie Di Giusto
- La larga noche de Francisco Sanctis – rendező: Francisco Márquez, Andrea Testa
- La tortue rouge (A vörös teknős) – rendező: Michael Dudok de Wit
- Me’ever laharim vehagvaot – rendező: Eran Kolirin
- (M)ucsenik (Mártírok) – rendező: Kirill Szemjonovics Szerebrennikov
- Omor shakhsiya – rendező: Maha Haj
- Pericle il Nero – rendező: Stefano Mordini
- The Transfiguration – rendező: Michael O'Shea
- Umi jori mo mada fukaku [22] – rendező: Koreeda Hirokazu
- Varoonegi – rendező: Behnam Behzadi
- Voir du pays (Világot látni) – rendező: Delphine Coulin, Muriel Coulin

### Rövidfilmek versenye
- 4:15 p.m. sfarsitul lumii – rendező: Cătălin Rotaru, Gabi Virginia Șarga
- A moça que dançou com o diabo – rendező: João Paulo Miranda Maria
- Après Suzanne – rendező: Félix Moati
- Dreamlands – rendező: Sara Dunlop
- Fight On A Swedish Beach – rendező: Simon Vahlne
- Il silenzio – rendező: Farnoosh Samadi, Ali Asgari
- Imago – rendező: Raymund Gutierrez
- La laine sur le dos – rendező: Lotfi Achour
- Madre – rendező: Simón Mesa Soto
- Timecode – rendező: Juanjo Gimenez

### Cinéfondation
- 1 kilogramm – rendező: Park Young-Ju (Korea National University of Arts,  Dél-Korea)
- A nyalintás nesze – rendező: Andrasev Nadja (Moholy-Nagy Művészeti Egyetem,  Magyarország)
- Ailleurs – rendező: Mélody Boulissière (École nationale supérieure des arts décoratifs,  Franciaország)
- Anna – rendező: Or Sinai (Sam Spiegel Film and Television School,  Izrael)
- Aram – rendező: Fereshteh Parnian (Université Lumière Lyon 2,  Franciaország)
- Bei Wind und Wetter – rendező: Remo Scherrer (Hochschule Luzern – Design & Kunst,  Svájc)
- Business – rendező: Malena Vain (Universidad del Cine,  Argentína)
- Dobro – rendező: Marta Hernaiz Pidal (film.factory,  Bosznia-Hercegovina)
- Gabber Lover – rendező: Anna Cazenave Cambet (La Fémis,  Franciaország)
- Gudh – rendező: Saurav Rai (Satyajit Ray Film and Television Institute,  India)
- In The Hills – rendező: Hamid Ahmadi (The London Film School,  Egyesült Királyság)
- La culpa, probablemente – rendező: Michael Labarca (Universidad de los Andes,  Venezuela)
- La santa che dorme – rendező: Laura Samani (Centro Sperimentale di Cinematografia,  Olaszország)
- Las razones del Mundo – rendező: Ernesto Martínez Bucio (Centro de Capacitación Cinematográfica,  Mexikó)
- Poubelle – rendező: Alexandre Gilmet (INSAS,  Belgium)
- Submarine – rendező: Mounia Akl (Columbia University,  Amerikai Egyesült Államok)
- The Alan Dimension – rendező: Jac Clinch (National Film and Television School,  Egyesült Királyság)
- Toate fluviile curg în mare – rendező: Alexandru Badea (Universitatea Națională de Artă Teatrală și Cinematografică „I. L. Caragiale”  Románia)

## Párhuzamos rendezvények

### Kritikusok Hete

#### Nagyjátékfilmek
- Albüm – rendező: Mehmet Can Mertoğlu
- A Yellow Bird – rendező: K. Rajagopal
- Diamond Island – rendező: Davy Chou
- Grave (Nyers) – rendező: Julia Ducournau
- Las Mimosas – rendező: Oliver Laxe
- Shavua ve Yom (Egy hét és egy nap) – rendező: Asaph Polonsky
- Tramontane – rendező: Vatche Boulghourjian

#### Rövidfilmek
- Arnie – rendező: Rina B. Tsou
- Ascensão – rendező: Pedro Peralta
- Campo de víboras – rendező: Cristèle Alves Meira
- O delírio é A redenção dos aflitos – rendező: Fellipe Fernandes
- L’enfance d’un chef – rendező: Antoine de Bary
- Le soldat vierge – rendező: Erwan Le Duc
- Limbo – rendező: Konstantina Kotzamani
- Oh What A Wonderful Feeling – rendező: François Jaros
- Prenjak – rendező: Wregas Bhanuteja
- Superbia – rendező: Tóth Luca

#### Külön előadások
- Apnée – rendező: Jean-Christophe Meurisse
- Bonne figure – rendező: Sandrine Kiberlain
- En moi – rendező: Laetitia Casta
- I tempi felici verranno presto – rendező: Alessandro Comodin
- Kitty – rendező: Chloë Sevigny
- Los pasos del agua – rendező: César Augusto Acevedo
- Myomano shel tzalam hatonot – rendező: Nadav Lapid
- Victoria – rendező: Justine Triet

### Rendezők Kéthete

#### Nagyjátékfilmek
- Divines – rendező: Houda Benyamina
- Dog Eat Dog (Züllöttség) – rendező: Paul Schrader
- Fai bei sogni (Szép álmokat) – rendező: Marco Bellocchio
- Fiore – rendező: Claudio Giovannesi
- L’économie du couple (Rég nem szerelem) – rendező: Joachim Lafosse
- L’effet aquatique (Vízhatás) – rendező: Sólveig Anspach
- La pazza gioia (Őrült boldogság) – rendező: Paolo Virzì
- Les vies de Thérèse – rendező: Sébastien Lifshitz
- Ma vie de Courgette (Életem Cukkiniként) – rendező: Claude Barras
- Mean Dreams (Hiú ábrándok) – rendező: Nathan Morlando
- Mercenaire – rendező: Sacha Wolff
- Neruda – rendező: Pablo Larraín
- Poesía Sin Fin – rendező: Alejandro Jodorowsky
- Raman Raghav 2.0 – rendező: Anurag Kashyap
- Risk – rendező: Laura Poitras
- Tour de France – rendező: Rachid Djaïdani
- Two Lovers and a Bear – rendező: Kim Nguyen
- Wolf and Sheep – rendező: Shahrbanoo Sadat

#### Rövidfilmek
- Abigail – rendező: Isabel Penoni, Valentina Homem
- Chasse Royale – rendező: Lise Akoka, Romane Gueret
- Decorado – rendező: Alberto Vásquez
- Habat Shel Hakala – rendező: Tamar Rudoy
- Happy End – rendező: Jan Saska
- Hitchhiker – rendező: Jero Yun
- Import – rendező: Ena Sendijarević
- Kindil el Bahr – rendező: Damien Ounouri
- Léthé – rendező: Dea Kulumbegashvili
- Listening to Beethoven – rendező: Garri Bardine
- Zvir – rendező: Miroslav Sikavica

## Díjak

### Nagyjátékfilmek
- Arany Pálma: I, Daniel Blake (Én, Daniel Blake) – rendező: Ken Loach
- Nagydíj: Juste la fin du monde (Ez csak a világ vége) – rendező: Xavier Dolan
- A zsűri díja: American Honey – rendező: Andrea Arnold
- Legjobb rendezés díja (megosztva):
  - Bacalaureat (Érettségi) – rendező: Cristian Mungiu
  - Personal Shopper (A stylist) – rendező: Olivier Assayas
- Legjobb női alakítás díja: Jaclyn Jose – Ma' Rosa
- Legjobb férfi alakítás díja: Shahab Hosseini – Forushande[18] (Az ügyfél)
- Legjobb forgatókönyv díja: Forushande[18] (Az ügyfél) – forgatókönyvíró: Aszhar Farhadi

### Un Certain Regard
- Un Certain Regard díj: Hymyilevä mies[21] (Olli Mäki legboldogabb napja) – rendező: Juho Kuosmanen
- A zsűri díja: Fucsi ni tacu (Harmonium) – rendező: Fukada Kódzsi
- A rendezés díja: Matt Ross – Captain Fantastic
- A legjobb forgatókönyv díja: Delphine Coulin és Muriel Coulin  – Voir du pays (Világot látni)
- Un Certain Regard különdíj: La tortue rouge (A vörös teknős) – rendező: Michael Dudok de Wit

### Rövidfilmek
- Arany Pálma (rövidfilm): Timecode – rendező: Juanjo Gimenez
- A zsűri külön dicsérete (rövidfilm): A moça que dançou com o diabo – rendező: João Paulo Miranda Maria

### Cinéfondation
- A Cinéfondation első díja: Anna – rendező: Or Sinai
- A Cinéfondation második díja: In The Hills – rendező: Hamid Ahmadi
- A Cinéfondation harmadik díja (megosztva):
  - A nyalintás nesze – rendező: Andrasev Nadja
  - La culpa, probablemente – rendező: Michael Labarca

### Arany Kamera
- Arany Kamera: Divines [23] – rendező: Houda Benyamina

### Egyéb díjak
- Tiszteletbeli Pálma: Jean-Pierre Léaud
- FIPRESCI-díj:
  - Toni Erdmann – rendező: Maren Ade
  - Câini (Kutyák) [24] – rendező: Bogdan Mirică
  - Grave (Nyers) [25] – rendező: Julia Ducournau
- Technikai nagydíj: Rju Szonkhie (류성희, Ryu Seong-hie) látványtervező – Ah-ga-ssi[17] (A szobalány)
- Cannes-i Filmzene díj: Cliff Martinez zeneszerző – The Neon Demon Neon démon
- Ökumenikus zsűri díja: Juste la fin du monde (Ez csak a világ vége) – rendező: Xavier Dolan
- Ökumenikus zsűri külön dicsérete (megosztva):
  - I, Daniel Blake (Én, Daniel Blake) – rendező: Ken Loach
  - American Honey – rendező: Andrea Arnold
- François Chalais-díj: (M)ucsenik (Mártírok) [24] – rendező: Kirill Szemjonovics Szerebrennikov
- Arany Szem: Cinema Novo – rendező: Eryk Rocha
- Arany Szem külön dicséret: The Cinema Travelers – rendező: Shirley Abraham és Amit Madheshiya
- Queer Pálma: Les vies de Thérèse[23] – rendező: Sébastien Lifshitz
- Queer Pálma (kisfilm): Gabber Lover – rendező: Anna Cazenave Cambet
- Chopard Trófea: Bel Powley, John Boyega

## Hírességek
Fatih Akın, Woody Allen, Javier Bardem, Mischa Barton, Kim Basinger, Nathalie Baye, Bérénice Bejo, Paul Belmondo, Juliette Binoche, Jane Birkin, Thylane Blondeau, Richard Bohringer, Matt Bomer, Vincent Cassel, George Clooney, Marion Cotillard, Russell Crowe, Willem Dafoe, Lily-Rose Depp, Faye Dunaway, Kirsten Dunst, Jesse Eisenberg, Adèle Exarchopoulos, Elle Fanning, Colin Firth, Jodie Foster, William Friedkin, Louis Garrel, Jean-Paul Gaultier, Laurent Gerra, Ryan Gosling, Rebecca Hall, Jared Harris, Isabelle Huppert, Jean-Michel Jarre, Magic Johnson, Marthe Keller, Anna Kendrick, Sandrine Kiberlain, Cédric Klapisch, Shia LaBeouf, Jean-Pierre Léaud, Blake Lively, Eva Longoria, Fabrice Luchini, Chiara Mastroianni, Mads Mikkelsen, Julianne Moore, Viggo Mortensen, Kate Moss, Samy Naceri, Robert De Niro, Rossy de Palma, Vanessa Paradis, Sean Penn, Vincent Pérez, Iggy Pop, Aisvarja Rai, Edgar Ramirez, Jean Reno, Ryan Reynolds, Sam Riley, Julia Roberts, Susan Sarandon, Chloë Sevigny, Léa Seydoux, Kristen Stewart, Donald Sutherland, Max von Sydow, Charlize Theron, Christopher Thompson, Justin Timberlake, Adriana Ugarte, Gaspard Ulliel, Usher, Naomi Watts, Lambert Wilson